# Абакан (аэропорт)
Междунаро́дный аэропо́рт Абака́н имени генерала В. Г. Тихонова — гражданский международный аэропорт федерального значения. Находится в черте города Черногорска с осени 2020 года.

## История
Летом 1938 года в чистом поле появился первый в Хакасии аэродром имени Михаила Ивановича Калинина. В годы СССР здесь был построен аэропорт Абакан, позднее получивший статус международного. В 1996 году было учреждено открытое акционерное общество «Аэропорт Абакан».
В 1999 и 2000 годах аэропорт Абакан был удостоен награды за победу в конкурсе, проводимом ассоциацией «Аэропорт» в номинации «Лучший аэропорт года стран СНГ».

## Описание
Аэропорт Абакан расположен в нескольких километрах к северо-западу от центра города Абакана. Взлётно-посадочное поле аэродрома (по состоянию на 2021 год) относится к категории класса Б и имеет статус международного аэропорта 2-го сорта.
Регламент работы аэропорта круглосуточный.
Аэродром предназначен для выполнения рейсовых, международных, тренировочных, контрольно-испытательных полётов, авиационных работ. Имеет одну взлётно-посадочную полосу с искусственным покрытием размером 3250 x 45 м. Аэродром не категорирован, может использоваться в качестве запасного для воздушных судов категорий А, В, С, D, Е с максимальной взлётной массой не более 392 тонн.
Аэродром принимает и обслуживает следующие типы ВС: L-410, А-319, А-320, А-321, В-757, В-737, Ту-204, Ту-214, Ил-62, Ил-86, Ил-96, Ан-124, Ил-76ТД и классом ниже с максимальной взлётной массой до 392 тонн, а также вертолёты всех типов.
Аэродром Абакан является аэродромом совместного базирования гражданской авиации (Минтранс России) и государственной авиации (Минобороны России) в соответствии с распоряжением Правительства Российской Федерации от 10.08.2007 г. № 1034-р. (ред. от 19.12.2015 г.).
ИВПП реконструирована в 2013 году, размеры 3250 х 45 метров, 80/F/B/X/T. Обобщённая характеристика ровности поверхности покрытия R=4.1. ИВПП, некатегорированая по стандартам ICAO С МК021°, обеспечивает выполнение взлётов/посадок воздушных судов (70 х 900 метров). С МК201° обеспечивает выполнение взлётов/посадок ВС (100 х 1900 метров). ИВПП допущена к приёму всех типов воздушных судов без ограничений;
Перрон введён в эксплуатацию в 2014 году. Размеры 160 × . и 215 × . Несущая способность перрона 46/F/B/X/T. 12 мест стоянок (МС), в том числе 2 МС широкофюзеляжных воздушных судов, МС 12 оборудована для обработки воздушных судов противообледенительной жидкостью.
Аэровокзал. Пропускная способность: 400 чел./час, 3,5 млн человек в год. Режим работы: круглосуточно.
Обслуживание пассажиров и багажа на внутренних воздушных линиях (ВВЛ):
— 3 стойки регистрации, количество регистрируемых пассажиров: 60 чел./час; количество пассажиров, проходящих на посадку через 1 выход. Выдача багажа при одновременном использовании одной карусельной ленты: 200 мест/час.
Обслуживание пассажиров и багажа на международных воздушных линиях (МВЛ):
— 3 стойки регистрации, количество регистрируемых пассажиров: 60 чел./час; количество пассажиров, проходящих на посадку через 1 выход. Выдача багажа при использовании одной ленты: 200 мест/час.

## Показатели деятельности
| Пассажиропоток: | Пассажиропоток: | Пассажиропоток: | Пассажиропоток: | Пассажиропоток: | Пассажиропоток: | Пассажиропоток: | Пассажиропоток: | Пассажиропоток: | Пассажиропоток: | Пассажиропоток: | Пассажиропоток: | Пассажиропоток: | Пассажиропоток: | Пассажиропоток: | Пассажиропоток: | Пассажиропоток: | Пассажиропоток: | Пассажиропоток: |
| --------------- | --------------- | --------------- | --------------- | --------------- | --------------- | --------------- | --------------- | --------------- | --------------- | --------------- | --------------- | --------------- | --------------- | --------------- | --------------- | --------------- | --------------- | --------------- |
| год             | 2014            | 2015            | 2016            | 2017            | 2018            | 2019            | 2021            | 2022            | 2023            | 2024            |                 |                 |                 |                 |                 |                 |                 |                 |
| тыс. пассажиров | 198,0           | 192,2           | 181,2           | 185,1           | 197,2           | 209,8           | 253,1           | 318,7           | 370,9           | 415,5           |                 |                 |                 |                 |                 |                 |                 |                 |
| Источники:      |                 |                 |                 |                 |                 |                 |                 |                 |                 |                 |                 |                 |                 |                 |                 |                 |                 |                 |

## Известные инциденты
Вечером 27 ноября 1996 года спустя 8 минут после взлёта из аэропорта потерпел катастрофу грузовой самолёт Ил-76, направлявшийся с грузом промышленных и продовольственных товаров из Москвы на Камчатку. По официально неподтверждённым сведениям, самолёт был перегружен. Не успев набрать высоту, он врезался в возвышенность, расположенную на территории Минусинского района Красноярского края, на правом, противоположном берегу Енисея. Все пассажиры и члены экипажа (23 человека) погибли.
Самолёт был перегружен и не мог набирать высоту с достаточной скоростью, что послужило причиной катастрофы наряду с отклонением от схемы полёта.

## Транспортные коммуникации
- В столицу Республики Хакасия Абакан курсируют три троллейбусных маршрута.
- В остальные населённые пункты нужно заказывать такси.

## Ближайшие аэропорты в других городах
- Ачинск (286 км);
- Спиченково (Новокузнецк) (296 км);
- Кызыл (307 км);
- Кемерово (381 км);
- Красноярск (Емельяново) (408 км)